# بيروكبريتات الصوديوم
بيروكبريتات الصوديوم (أو ثنائي كبريتات الصوديوم) هو مركب كيميائي لاعضوي صيغته Na2S2O7، وهو ملح الصوديوم لحمض البيروكبريتيك (حمض ثنائي الكبريتيك). يوجد في الشروط القياسية على شكل صلب بلوري عديم اللون.

## التحضير
يحضر المركب من تسخين محاليل بيكبريتات الصوديوم، حيث يحدث تفاعل نزع للماء (بلمهة):
{\displaystyle \mathrm {2\ NaHSO_{4}\ {\xrightarrow {\triangle }}\ Na_{2}S_{2}O_{7}\ +\ H_{2}O} }
كما يمكن أن يحضر من التفاعل الحاصل من تمرير غاز ثلاثي أكسيد الكبريت في كبريتات الصوديوم:
{\displaystyle \mathrm {Na_{2}SO_{4}\ +\ SO_{3}\ \longrightarrow \ Na_{2}S_{2}O_{7}} }

## الخواص
يوجد المركب في الشروط القياسية على شكل صلب بلوري عديم اللون، وهو يتفاعل عند التماس مع الماء.
يؤدي التسخين إلى درجات حرارة أعلى من 460 °س إلى تفككه إلى كبريتات الصوديوم وثلاثي أكسيد الكبريت:
{\displaystyle \mathrm {Na_{2}S_{2}O_{7}\ {\xrightarrow {\triangle }}\ Na_{2}SO_{4}\ +\ SO_{3}\uparrow } }

## الاستخدامات
يمكن أن يستخدم بيروكبريتات الصوديوم في معالجة عينات التربة قبل تحليلها.